# قائمة جوائز الطوابع
تُعد هذه القائمة الخاصة بجوائز الطوابع البريدية فهرسًا للمقالات التي تصف الجوائز البارزة في مجال الطوابع البريدية. تُظهر القائمة بلد الراعي أو الراعيين لكل جائزة بحيث لا يقتصر المُستلمين بالضرورة على الأشخاص من ذلك البلد.
| البلد            | الجائزة                                           | الراعية                                                                 | وصف |
| ---------------- | ------------------------------------------------- | ----------------------------------------------------------------------- | --- |
| الولايات المتحدة | قاعة مشاهير الجمعية الأمريكية لهواة جمع الطوابع   | الجمعية الأمريكية لهواة جمع الطوابع                                     | هواة جمع الطوابع المتوفون الذين قدموا مساهمات كبيرة خلال حياتهم في مجال جمع الطوابع |
| المملكة المتحدة  | ميدالية الكونغرس                                  | مؤتمر هواة جمع الطوابع في بريطانيا العظمى                               | تقديراً لتفانيه في هذه الهواية على مدى سنوات عديدة |
| المملكة المتحدة  | ميدالية كرافورد                                   | الجمعية الملكية لهواة جمع الطوابع في لندن                               | المساهمة الأكثر قيمة وأصالة في دراسة ومعرفة هواية جمع الطوابع المنشورة على هيئة كتاب |
| الولايات المتحدة | جائزة هواة جمع الطوابع المتميزين                  | جمعية الطوابع الكلاسيكية الأمريكية                                      | خدمات استثنائية جديرة بالثناء لهواة جمع الطوابع في الولايات المتحدة من خلال الأبحاث المنشورة والمجموعات الحائزة على جوائز والمشاركة الفعالة في تنظيم وترويج المعارض الطوابعية والخدمة الإدارية المستدامة للمنظمات الوطنية أو الدولية التي ساهمت في تعزيز هواة جمع الطوابع في الولايات المتحدة |
| الولايات المتحدة | هواة جمع الطوابع المتميزين                        | الجمعية الموضعية الأمريكية                                              | جائزة الخدمة لهواة جمع الطوابع الموضوعية بوجه عام وللجمعية الأمريكية للطوابع الموضوعية |
| ألمانيا          | ميدالية غلاسوالد                                  | إيه. إي. جلاسفالد                                                       | بحث جدير بالتقدير في تاريخ الوظائف الخاصة الألمانية |
| ألمانيا          | ميدالية كالكهوف                                   | جمعية هواة جمع الطوابع الألمانية                                        | خدمات خاصة في مجال الأدب البريدي باللغة الألمانية |
| الولايات المتحدة | ميدالية ليختنشتاين                                | نادي جامعي نيويورك                                                      | شخص حي لخدماته المتميزة في مجال الطوابع |
| ألمانيا          | وسام ليندنبيرج                                    | نادي برلين للطوابع                                                      | خدمات بارزة في مجال جمع الطوابع بسبب التحقيقات والمساهمات في الأدبيات المتعلقة بجمع الطوابع |
| الولايات المتحدة | جائزة لوف                                         | الجمعية الأمريكية لهواة جمع الطوابع                                     | مساهمات جديرة بالتقدير في مجال هواية جمع الطوابع من قبل هواة جمع الطوابع الأحياء |
| المملكة المتحدة  | ميدالية فيليبس الذهبية                            |                                                                         | الشخص الذي ساهم بدرجة كبيرة في تصميم الطوابع البريدية البريطانية في السنوات الأخيرة |
| المملكة المتحدة  | قائمة هواة جمع الطوابع المتميزين                  | مؤتمر هواة جمع الطوابع في بريطانيا العظمى                               | أولئك الذين ساعدوا في تطوير هواية جمع الطوابع نتيجة لأبحاثهم أو خبرتهم أو التبرع بوقتهم |
| جنوب إفريقيا     | قائمة هواة جمع الطوابع المتميزين في جنوب أفريقيا  | اتحاد هواة جمع الطوابع في جنوب أفريقيا                                  | أولئك الذين ساعدوا في تطوير هواية جمع الطوابع بناءً على أبحاثهم أو خبرتهم أو التبرع بوقتهم |
| المملكة المتحدة  | جوائز رولاند هيل                                  | البريد الملكي - صندوق الطوابع البريطاني رابطة جمعيات الطوابع البريطانية | تشجيع ومكافأة الأفكار الجديدة التي تساعد في تعزيز هواية جمع الطوابع |
| الولايات المتحدة | جائزة سميثسونيان للإنجاز في مجال الطوابع البريدية | متحف البريد الوطني                                                      | إنجازات حياتية بارزة في مجال هواية جمع الطوابع |